# Paolo Greco (politico)
Paolo Greco (Mercato San Severino, 29 ottobre 1886 – 11 aprile 1973) è stato un politico italiano.

## Biografia
Laureato in giurisprudenza, è avvocato. Viene eletto Deputato del Regno d'Italia nel 1921, venendo confermato anche dopo le elezioni del 1924: rimane in carica fino al 1929.
Considerava Emilio De Bono come un suo ostinato avversario, “che da tempo aveva fatto eseguire una inchiesta contro di me, tanto che io avevo reclamato al Presidente del Consiglio contro di lui”.
Nel dopoguerra aderisce al Partito Nazionale Monarchico con cui viene eletto alla Camera dei Deputati alle elezioni del 1948 vedendo però annullata l'elezione per ineleggibilità nel 1949 col subentro di Francesco Sciaudone, venendo poi confermato nel 1953; successivamente aderisce al Partito Monarchico Popolare. Conclude il proprio mandato parlamentare nel 1958.
Muore nel 1973 all'età di 86 anni.